# Dolopichthys danae
Dolopichthys danae är en fiskart som beskrevs av Regan 1926. Dolopichthys danae ingår i släktet Dolopichthys och familjen Oneirodidae. Inga underarter finns listade i Catalogue of Life.